# Überschwemmungen in Australien Juli 2022
Die Überschwemmungen in Australien im Juli 2022 trafen besonders den Bundesstaat New South Wales im Osten Australiens. Bereits im Spätsommer kam es in der Region zu schweren Überschwemmungen, bei denen 22 Menschen umkamen.

## Ursachen und Verlauf

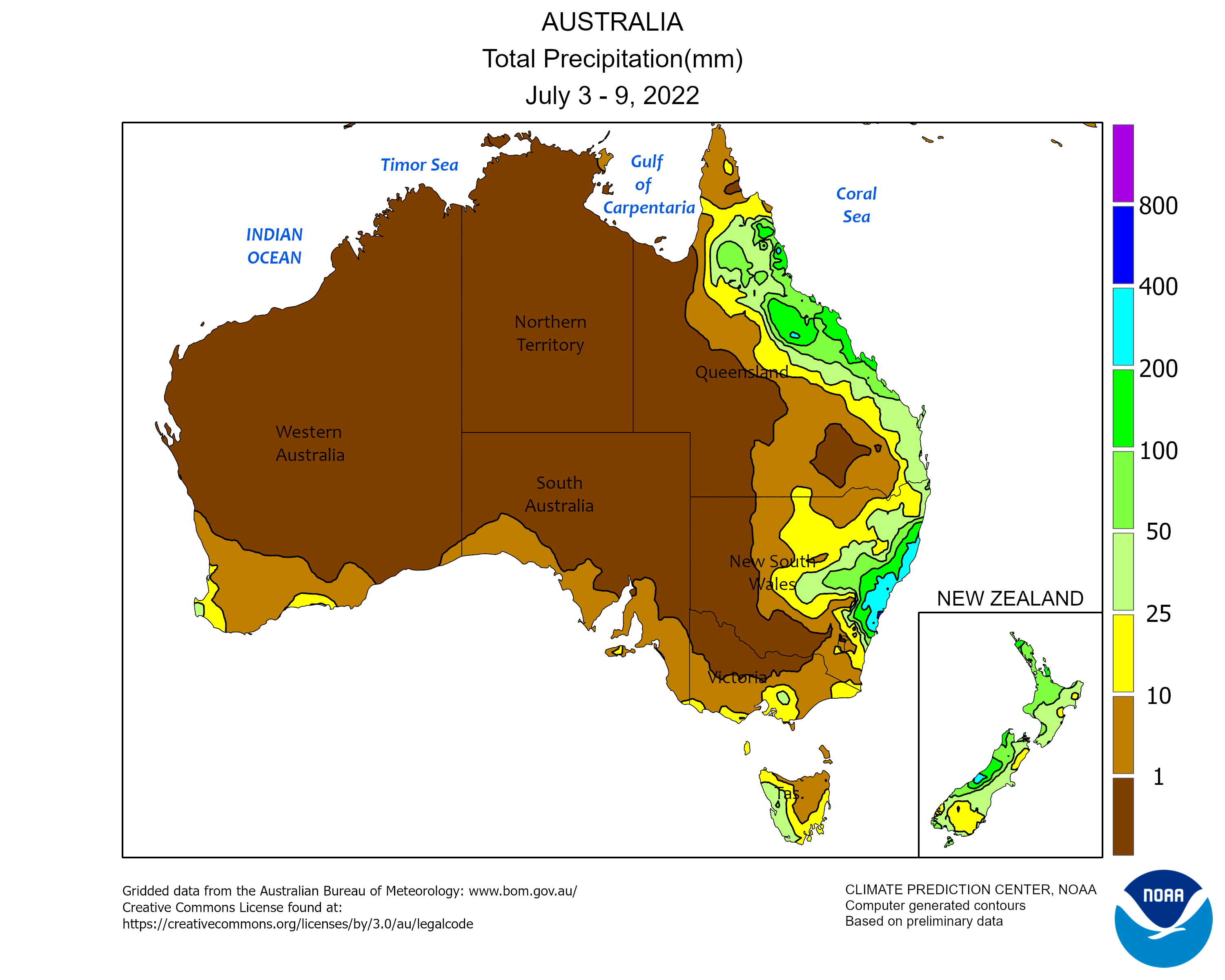
Gesamtniederschlag (mm) 3. bis 7. Juli 2022 in Australien

Die schweren Regenfälle wurden durch ein Tiefdruckgebiet zwischen Australiens Ostküste und Neuseelands Nordinsel verursacht und durch ein La-Niña-Ereignis begünstigt. Zudem waren die Böden durch die bereits in den vorangegangenen Monaten überdurchschnittlichen Niederschläge noch gesättigt und Wasserspeicher voll, sodass Flüsse besonders schnell anstiegen und über die Ufer traten. Auch durch den menschengemachten Klimawandel werden Niederschlagsereignisse tendenziell stärker, da eine wärmere Atmosphäre mehr Feuchtigkeit aufnehmen kann. Bei Brogers Creek in der Region Illawarra wurden 552,5 mm Niederschläge innerhalb von 48 Stunden bis zum 4. Juli gemessen, sowie 933 mm binnen 4 Tagen. Andere Messstationen registrierten in 24 Stunden in Wattamolla zum 3. Juli 318 mm Regen und in Beaumont in South Australia zum 4. Juli 184,8 mm Regen. Das Tiefdruckgebiet zog weiter die Küste entlang gen Norden, sodass um Sydney der Regen ab dem 7. Juli nachließ.

## Folgen
Im Westen Sydneys begann am 3. Juli gegen 2 Uhr Ortszeit, nachdem innerhalb von drei Tagen 244 mm Regen fiel, die Warragamba-Talsperre überzulaufen. Am 3. Juli strömten 515 Mrd. Liter Wasser pro Tag über die Talsperre, was etwa dem gesamten Volumen des Hafenbeckens von Sydney entspricht. Am Folgetag waren es noch 380 Mrd. Liter.
In New South Wales wurde wegen Flutgefahr für 85.000 Menschen eine Evakuierung angeordnet. Am 4. Juli gingen mehr als 5300 Notrufe in New South Wales ein. Es gab mehr als 250 Situationen, bei denen Menschen aus den Fluten gerettet werden mussten, vor allem, weil sie in Autos eingeschlossen waren. Auch das Militär wurde zur Fluthilfe eingesetzt. Mindestens eine Person kam in Sydney ums Leben. Die über 43.000 Einwohner zählende Stadt Dubbo und umliegende Ortschaften waren etwa eine Woche lang ohne sauberes Trinkwasser.

## Hilfen
Um Hilfszahlungen zu erleichtern rief die Bundesregierung von New South Wales in 23 überfluteten Gebieten den Katastrophenzustand aus.
Der seit 23. Mai amtierende Premierminister Anthony Albanese reiste zudem ins Hochwassergebiet und kündigte Soforthilfen an Betroffene in Höhe von 1000 australische Dollar (663 Euro) pro Erwachsenem und 400 Dollar (265 Euro) pro Kind an, die diese ab 6. Juli erhalten sollten.